# Heterokonta
Heterokonta (Stramenopila),  infracarstvo kromista, dio podcarstva Harosa. Sastoji se od tri koljena, većinom su alge, u rasponu od divovskih višećelijskih alga do jednoćelijskih dijatomeja. 
Uglavnom su vodeni organizmi koji imaju najčešće dva nejednaka biča (jedan s trepetljikama).

## Podjela
1. Phylum Bigyra Cavalier-Smith 1998
2. Phylum Ochrophyta Cavalier-Smith in Cavalier-Smith & E.E.Chao, 1996
3. Phylum Oomycota Arx 1967